# Janus Henricus Donker Curtius
Janus Henricus Donker Curtius (Arnhem, Güeldres, 21 de abril de 1813-ibídem, 27 de noviembre de 1879) fue el último comisionado holandés en la isla de Dejima en el Tokugawa Japón. Donker Curtius estudió leyes en la Universidad de Leiden.

## Biografía
Donker Curtius llegó a Dejima en 1852 y fue contemporáneo de la apertura forzosa del Japón realizada por el comodoro Matthew Perry en 1853. Ayudó a que otras personas, incluidos diplomáticos occidentales, durante el período de adaptación y ajuste a las costumbres y prácticas japonesas, que les eran totalmente desconocidas.
En 1855 dispuso la entrega a Japón de su primer barco de vapor de guerra: el Soembing neerlandés, regalo del rey Guillermo III al shogunato Tokugawa, que fue bautizado como Kankō Maru; este navío se convirtió en el primer paso para establecer una armada japonesa moderna.
Estableció un formato de tratado entre los Países Bajos y Japón en 1856 y, en 1858, se convirtió en el último director holandés (opperhoofd) en realizar una visita ceremonial a Edo para rendir tributo al shōgun. Durante ese último viaje, adquirió una colección de 111 libros acerca del rangaku, los cuales en la actualidad se conservan en la Biblioteca de la Universidad de Leiden.